# 克努特大帝

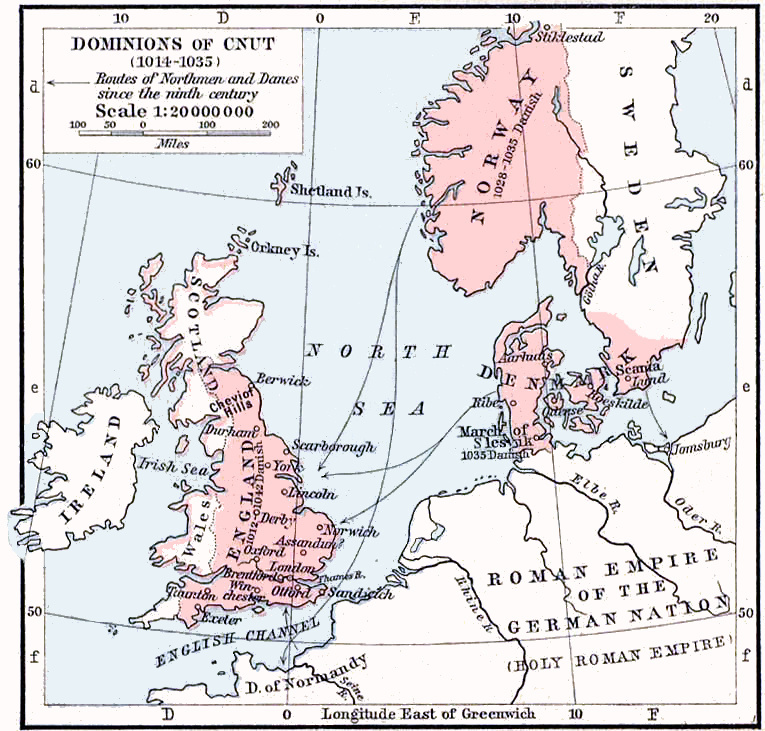
卡紐特大帝的統治範圍（1014年—1035年）

克努特大帝（古诺斯语: Knútr inn ríki；995年—1035年11月12日），丹麦称克努特二世，英格兰称克努特一世。他继承父亲丹麦國王八字鬍斯韋恩的王位，对英格蘭、丹麥、挪威及部份瑞典进行统治，其辖境享有北海帝國之称。
在其統治期間努力提高天主教的接受度，這使得他被歐洲的基督教統治者接納，在斯堪的納維亞國家的國王中這還是首次。挪威雖然也建起了教堂，並對僧侶採取寬容和尊敬的態度，但克努特依然與異教徒領主結盟，在他的統治地位鞏固之前，也從沒有在此頒佈過有益于基督教的法律。

## 生平
1013年克努特父亲八字鬍斯韋恩攻入英格蘭，擊敗英王埃塞爾雷德，開創了丹麥王朝，但僅僅一年後的1014年2月3日去世，斯韋恩去世後丹麥撤退，威塞克斯王朝復辟。
克努特的長兄哈拉爾接替父亲斯韋恩的丹麥王位，即哈拉爾二世；而克努特則接替斯韋恩成为英格兰国王，也即后来的克努特大帝。
1015年，克努特率領自己的新艦隊再次入侵英格蘭。當時英格蘭的王公貴族們依然互相爭鬥，數月之後愛塞烈德二世的一個兒子向克努特效忠，克努特也因此獲得了重要戰略點韋塞克斯。而後愛塞烈德二世在1016年4月23日去世，其子愛德蒙繼位，然而一大批貴族已經在南安普頓向克努特宣誓效忠了。
1016年，雖然在奧特福德戰役中被擊敗，但隨後在阿桑頓戰役中取得勝利並和愛塞烈德二世之子埃德蒙二世订约共治英格兰，由克努特控制泰晤士河以北的英格蘭全部地區，结果埃德蒙二世当年11月便告不治，使他完全统治了英格兰。
1017年，儘管已經有了一個英國妻子北安普頓的艾爾弗吉夫，但爲了穩固局勢仍跟前英格蘭王愛塞烈德的遺孀諾曼第的愛瑪結婚。
1019年，哥哥丹麦國王哈拉爾二世突然死亡，他因此繼承了丹麦王位。
1022年，與戈德溫、Ulf Jarl一起派遣艦隊前往波羅的海地區，以保證他在其沿岸的統治。在從羅馬回來之後，克努特進軍蘇格蘭並與馬爾科姆二世及其他兩個國王結盟，後者以及威爾士都以丹麥金的形式向他納貢，克努特再次宣佈對凱爾特王國的統治，并懲罰了它們當中的支持奧拉夫者。
1024年，克努特大帝曾提出由奧拉夫二世作為他的諸侯來統治挪威，但是最終協議破裂，1028年克努特派遣了50艘船隻前往挪威。當奧拉夫退到奧斯陸峽灣時，克努特便將船隻靠岸，並接受當地統治者的效忠。最終他在尼達羅斯宣佈即位為挪威國王，數月後奧拉夫逃往瑞典。
1025年或者1026年挪威的奧拉夫、瑞典國王阿努德·雅各布聯合克努特的姐妹的丈夫Ulf Jarl，襲擊了丹麥，最終他們卻戰敗了。
1027年，前往羅馬，部份原因是爲了對殺掉Jarl Ulf一事進行贖罪，另外也是爲了參加神聖羅馬皇帝康拉德二世的加冕禮，而且將自己的女兒嫁給了康拉德的兒子亨利三世。
1030年，奧拉夫試圖回歸挪威，但最終仍於斯蒂克莱斯塔德战役戰敗被殺。
1035年過世，其子哈德克努特繼承了丹麥王位，並在五年後繼承了英格蘭王位。

## 影視形象

### 電視劇
| 演員            | 年份   | 作品                   |
| 布莱德利·弗里加 | 2022年 | 《维京传奇：英灵神殿》 |